# Hermitage (AOC)
För andra betydelser se Eremitage (olika betydelser).

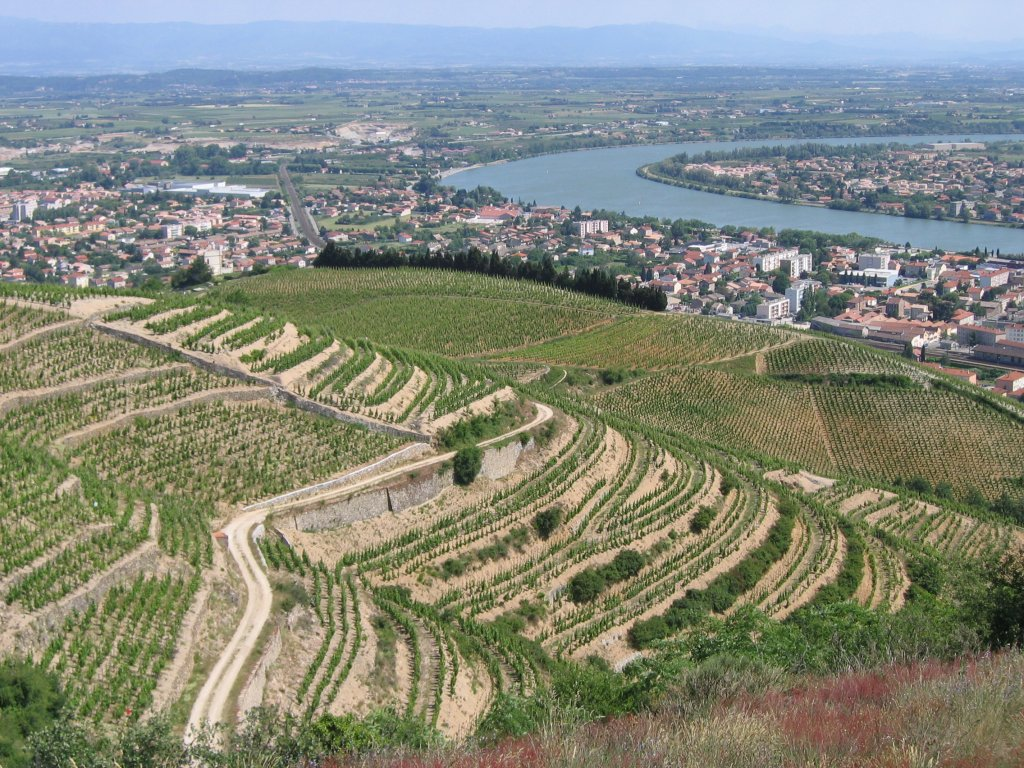
Vinodlingar vid Tain l'Hermitage.

Hermitage är viner från norra Rhônedalen i Frankrike. Hermitage-viner är AOC (Appellation d'origine contrôlée), det vill säga med kvalitetsgaranti och certifierat geografiskt ursprung.  Vinet produceras i  Tain l'Hermitage, Crozes-Hermitage och Larnage. 

## Druvor
I norra Rhônedalen är Syrah den dominerande druvsorten. Det gäller i synnerhet i Hermitagevinerna, som ger några av de bästa vinerna i världen på denna druva. 
Vita viner görs på druvorna Marsanne och Roussanne.

## Stilar
De röda hermitagevinerna är djupa i färgen och är kraftiga men nyansrika viner, med mycket söt frukt av svarta vinbär, björnbär och hallon, mycket strävhet, inslag av peppar, örter, tjära och rök. De brukar anses vara maskulina viner som kräver lång lagring. De mest framstående odlarna i området använder Syrah-druvor odlade i olika lägen på Hermitage-kullen för att få den perfekta blandningen (cuvée) och därmed all den komplexitet som kännetecknar de bästa Hermitagevinerna.

## Kända producenter
Några av distriktets mest kända producenter är:
- Colombo
- Delas
- Guigal
- Chapoutier